# Plac Bolesława Chrobrego w Katowicach
Plac Bolesława Chrobrego w Katowicach (w latach 1939−1945 Barbarossaplatz) – plac usytuowany w Śródmieściu Katowic, po południowej stronie torów kolejowych. Położony jest na styku ulic: Jagiellońskiej (od południa), Józefa Lompy (od zachodu), Władysława Reymonta (od wschodu). W północnej części placu stoi budynek Urzędu Marszałkowskiego Województwa Śląskiego (wejście od ul. Henryka Dąbrowskiego).

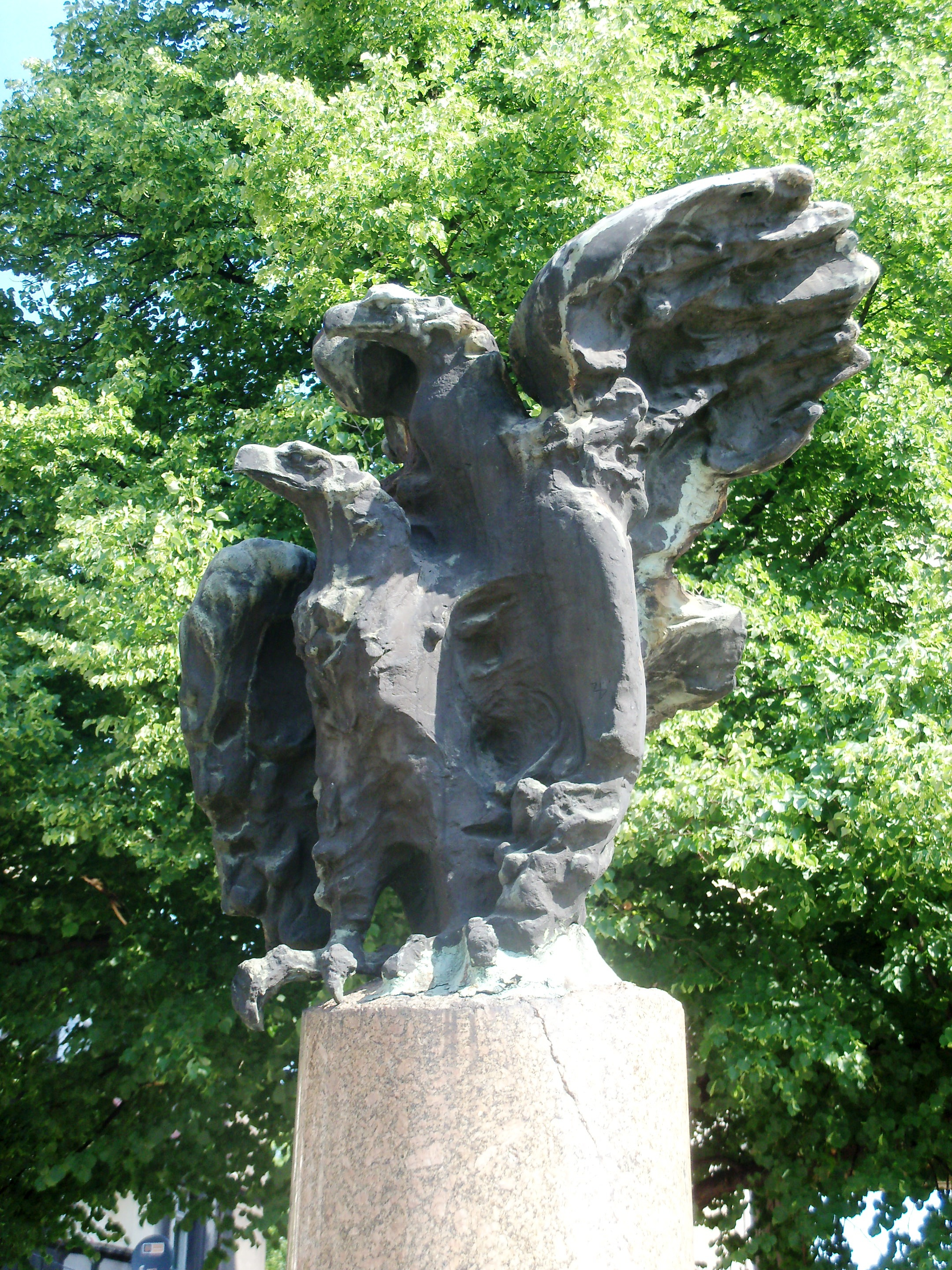
Obelisk Orłów Śląskich w Katowicach

W okresie międzywojennym w zachodniej części placu wzniesiono nowoczesny budynek Muzeum Śląskiego według projektu lwowskiego architekta Karola Schayera. Był jednym z najnowocześniejszych tego typu obiektów w Europie przed II wojną światową. Niemcy zburzyli muzeum w 1941, stanowiło bowiem symbol polskości w Katowicach – symbol powrotu Śląska do Macierzy. W miejscu, w którym istniało muzeum odsłonięto pomnik przedstawiający dwa orły piastowskie zrywające się do lotu.
Po II wojnie światowej wybudowano na placu, od strony ulicy Henryka Dąbrowskiego, budynek Wojewódzkiej Rady Związków Zawodowych (lata 1953−1955). Autorami projektu byli Henryk Buszko i Aleksander Franta. Obecnie w budynku znajduje się siedziba Urzędu Marszałkowskiego Województwa Śląskiego. Przed budynkiem, od strony ul. Jagiellońskiej i gmachu Urzędu Wojewódzkiego znajdowała się do lat 90. XX w. podświetlana fontanna w kształcie vesica piscis.
Obecnie, w miejscu zasypanej fontanny znajduje się pomnik Józefa Piłsudskiego, odsłonięty w 1993. Autorem pomnika jest chorwacki rzeźbiarz Antun Augustinčić.
Z placem sąsiaduje siedziba Śląskiego Urzędu Wojewódzkiego (po drugiej stronie ul. Jagiellońskiej), Wydział Biologii Uniwersytetu Śląskiego (po drugiej stronie ul. J. Lompy) oraz szpital miejski (po drugiej stronie ul. W. Reymonta).